# 欧几里得定理
欧几里得定理是数论中的基本定理，定理指出素数的个數是无限的。该定理有许多著名的证明。

## 欧几里得的证明
欧几里得在他的著作《几何原本》（第九卷的定理20）提出了证明，大意如下：
对任何有限素数的集合{\displaystyle {p_{1},p_{2},...,p_{n}}}。在这裡将会证明最少存在一个集合中沒有的额外素数。令{\displaystyle P=p_{1}p_{2}...p_{n}}及{\displaystyle q=P+1}。那么{\displaystyle q}是素数或者不是，二者必居其一：
- 如果{\displaystyle q}是素数，那么至少有一个素数不在有限素数集{\displaystyle {p_{1},p_{2},...,p_{n}}}中。

- 如果{\displaystyle q}不是素数，那么存在一个素数因子{\displaystyle p}整除{\displaystyle q}，如果{\displaystyle p}在我们的有限素数集中，{\displaystyle p}必然整除{\displaystyle P}(既然{\displaystyle P}是素数有限集中所有素数的积)；但是，已知{\displaystyle p}整除{\displaystyle P+1}({\displaystyle P+1=q})，如果{\displaystyle p}同时整除{\displaystyle P}和{\displaystyle q}，{\displaystyle p}必然整除{\displaystyle P}和{\displaystyle q}之差[3] —— {\displaystyle (P+1)-P=1}。但是没有素数能整除{\displaystyle 1}，即有{\displaystyle p}整除{\displaystyle q}就不存在{\displaystyle p}整除{\displaystyle P}。因此{\displaystyle p}不在有限集{\displaystyle {p_{1},p_{2},...,p_{n}}}中。

这证明了：对于任何一个有限素数集，总存在一个素数不在其中。所以素数一定是无限的。
很多时候有人会错误地指出欧几里得是用了反证法，他们假设证明起初考虑的是所有自然数的集合，或是集合內含有{\displaystyle n}个最小的素数，而不是任何任意的素数集合。欧几里得证明用的不是反证法，而是证明了一個有限集合中沒有任何拥有特殊性质的元素。当中并沒有反论的部分，但集合中的任何元素都不可以整除1。
文献中存在数个版本的欧几里得证明，包括以下的：
正整数{\displaystyle n}的階乘{\displaystyle n!}可被{\displaystyle 2}至{\displaystyle n}的所有整数整除，这是由於它是这些数全部的乘积。因此{\displaystyle n!+1}并不能被{\displaystyle 2}至{\displaystyle n}（包括{\displaystyle n}）的任何自然数所整除（所得的余数皆为{\displaystyle 1}）。因此{\displaystyle n!+1}有兩个可能性：是素数，或者能被大于{\displaystyle n}所整除。在任一个案中，对所有正整数{\displaystyle n}而言都存在最少
一个比{\displaystyle n}大的素数。所以结论就是共有无限个素数。

## 欧拉的证明
另一个由瑞士数学家莱昂哈德·欧拉提出的证明，则使用了算术基本定理：每一个自然数都有一组独一无二的素因子排列。设{\displaystyle P}为所有素数的集合，欧拉写下了：
{\displaystyle \prod _{p\in P}{\frac {1}{1-1/p}}=\prod _{p\in P}\sum _{k\geq 0}{\frac {1}{p^{k}}}=\sum _{n}{\frac {1}{n}}.}
第一条等式是由乘积中每一项的等比数列公式所得。而第二个等式则是用于黎曼ζ函数的欧拉乘积。为了证实此点，可把乘积分配进和裡面：
{\displaystyle {\begin{aligned}\prod _{p\in P}\sum _{k\geq 0}{\frac {1}{p^{k}}}&=\sum _{k\geq 0}{\frac {1}{2^{k}}}\times \sum _{k\geq 0}{\frac {1}{3^{k}}}\times \sum _{k\geq 0}{\frac {1}{5^{k}}}\times \sum _{k\geq 0}{\frac {1}{7^{k}}}\times \cdots \\[8pt]&=\sum _{k,\ell ,m,n,\cdots \geq 0}{\frac {1}{2^{k}3^{\ell }5^{m}7^{n}\cdots }}=\sum _{n}{\frac {1}{n}}\end{aligned}}}
在这个结果中，每一个素数积都出现了正好一次，因此由算术基本定理可得这个和等于所有自然数的和。
右边的和是发散的調和级数。因此左边的和也是发散的。由于乘积內每一个项都是有限的，所以其项数必须为无限；因此得出共有无限个素数。

## 埃尔德什的证明
埃尔德什·帕尔的第三种证明也是靠算术基本定理的。首先注意每一个自然数{\displaystyle n}都能被写成独一无二的
{\displaystyle rs^{2}}
其中{\displaystyle r}非平方数，或任何平方数的倍数（设{\displaystyle s}为能整除{\displaystyle n}的最大平方数，并使{\displaystyle r={\frac {n}{s^{2}}}}）。此時假设素数的数量为有限，且其数量为{\displaystyle k}。由於每个素数只有一个非平方数的因子，所以根据算术基本定理，得出共有非平方数{\displaystyle 2^{n}}个。（見組合#在集合中取出k項元素及{\displaystyle \sum _{r=0}^{n}{\binom {n}{r}}=2^{n}}）
現在把一个正整数{\displaystyle N}固定，并考虑1與{\displaystyle N}之间的自然数。 这些数每一个都能被写成{\displaystyle rs^{2}}，其中{\displaystyle r}为非平方数，{\displaystyle s^{2}}为平方数，例如：
{\displaystyle \{(1\times 1),(2\times 1),(3\times 1),(1\times 4),(5\times 1),(6\times 1),(7\times 1),(2\times 4),(1\times 9),(10\times 1),\cdots \}}
集合中共有{\displaystyle N}个不同的数。每一个都是由非方數和比{\displaystyle N}小的平方数组成。这样的平方数共有{\displaystyle \lfloor {\sqrt {N}}\rfloor }（見高斯符号的取底符号）。然后把这些小於{\displaystyle N}的平方數乘积与其余所有的非平方数相乘。这样得出的数一共有{\displaystyle 2^{k}\lfloor {\sqrt {N}}\rfloor }个，各不相同，因此它们包括了所有我们集合裡的数，甚至更多。因此，{\displaystyle 2^{k}\lfloor {\sqrt {N}}\rfloor \geq N}。
由于此不等式对足够大的{\displaystyle N}並不成立，因此必须存在無限个素数。

## 弗斯滕伯格的证明
希勒尔·弗斯滕伯格于1950年代還是個大學生時，提出了一个使用点集拓扑学的证明。（見弗斯滕伯格对素数无限性的证明）

## 一些近期的证明

### 皮纳西科
胡安·帕布洛·皮纳西科（Juan Pablo Pinasco）写下了以下的证明。
设{\displaystyle p_{1},\cdots ,p_{N}}为最小的{\displaystyle N}个素数。然后根据容斥原理可得，少於或等如{\displaystyle x}又同時能被那些素数中其中一个整除的正整数的个数为
{\displaystyle {\begin{aligned}1+\sum _{i}\left[{\frac {x}{p_{i}}}\right]-\sum _{i<j}\left\lfloor {\frac {x}{p_{i}p_{j}}}\right\rfloor &+\sum _{i<j<k}\left\lfloor {\frac {x}{p_{i}p_{j}p_{k}}}\right\rfloor -\cdots \\&\cdots \pm (-1)^{N+1}\left\lfloor {\frac {x}{p_{1}\cdots p_{N}}}\right\rfloor .\qquad (1)\end{aligned}}}
把全式除以{\displaystyle x}，并且让{\displaystyle x\rightarrow \infty }，得
{\displaystyle \sum _{i}{\frac {1}{p_{i}}}-\sum _{i<j}{\frac {1}{p_{i}p_{j}}}+\sum _{i<j<k}{\frac {1}{p_{i}p_{j}p_{k}}}-\cdots \pm (-1)^{N+1}{\frac {1}{p_{1}\cdots p_{N}}}.\qquad (2)}
上式可被改写为
{\displaystyle 1-\prod _{i=1}^{N}\left(1-{\frac {1}{p_{i}}}\right).\qquad (3)}
若除了{\displaystyle p_{1},\cdots ,p_{N}}以外不存在其他素数的话，则式(1)与 {\displaystyle \lfloor x\rfloor }相等，而式(2)则等于{\displaystyle 1}，但很明顯地式(3)并不等于{\displaystyle 1}。因此除了{\displaystyle p_{1},\cdots ,p_{N}}以外必须要存在其他素数。

### 黃
俊浩·彼得·黃（Junho Peter Whang）于2010年发表了使用反证法的证明。设{\displaystyle k}为任何正整数，{\displaystyle p}为素数。根据勒让德定理，则可得：
{\displaystyle k!=\prod _{p{\text{ prime}}}p^{f(p,k)}\,}
其中
{\displaystyle f(p,k)=\left\lfloor {\frac {k}{p}}\right\rfloor +\left\lfloor {\frac {k}{p^{2}}}\right\rfloor +\cdots .}
{\displaystyle f(p,k)<{\frac {k}{p}}+{\frac {k}{p^{2}}}+\cdots ={\frac {k}{p-1}}\leq k.}
但若只存在有限个素数，則
{\displaystyle \lim _{k\to \infty }{\frac {\left(\prod _{p}p\right)^{k}}{k!}}=0,}
（上式分子呈单指數增長，但斯特灵公式指出分母的增长速度比分子快），这样就违反了每一个{\displaystyle k}的分子要比分母大的这一点。

### 塞达克
菲利浦·塞达克（Filip Saidak）给出了以下的证明，当中沒有用到归谬法 (而大部分欧几里得定理的证明都用了，包括欧几里得自己的证明)，而同时不需要用到欧几里得引理，也就是若素数{\displaystyle p}整除{\displaystyle ab}則也必能整除{\displaystyle a}或{\displaystyle b}。证明如下：
由于每个自然數（{\displaystyle \geq 2}）最少拥有一个素因子，所以兩个相邻数字{\displaystyle n}和{\displaystyle n+1}必定沒有共同因子，而乘积{\displaystyle n(n+1)}則比数字{\displaystyle n}本身拥有更多因子。因此普洛尼克數的鏈：
1×2 = 2 {2},    2×3 = 6 {2, 3},    6×7 = 42 {2,3, 7},    42×43 = 1806 {2,3,7, 43},    1806×1807 = 3263443 {2,3,7,43, 13,139}, · · ·
提供了一组素数集合無限增长的数列。

## 使用π的無理性的证明
以欧拉乘积来表示π的莱布尼茨公式可得
{\displaystyle {\frac {\pi }{4}}={\frac {3}{4}}\times {\frac {5}{4}}\times {\frac {7}{8}}\times {\frac {11}{12}}\times {\frac {13}{12}}\times {\frac {17}{16}}\times {\frac {19}{20}}\times {\frac {23}{24}}\times {\frac {29}{28}}\times {\frac {31}{32}}\times \cdots \;}
乘积的分子为奇数的素数，而每一个分母则是最接近分子的4的倍数。
若存在的素数是有限的话，上式所展示的就是π是一个有理数，而分母是所有與素数多1或少1的4的倍数的乘积，而这点违反了π实际上是无理数的这一点。

## 使用信息论的证明
亞历山大·沈（音譯，Alexander Shen）与其他人发表了利用不能壓縮性的证明：
设只存在{\displaystyle k}素数（{\displaystyle p_{1},\cdots ,p_{N}}）。由算术基本定理可得，任何正整数{\displaystyle n}都能被写成：
{\displaystyle n={p_{1}}^{e_{1}}{p_{2}}^{e_{2}}...{p_{k}}^{e_{k}},}
其中非負自然数{\displaystyle e_{i}}與素数的有限集合就足够重构任何數字。由於所有{\displaystyle i}都遵守{\displaystyle p_{i}\geqslant 2}，因此可得所有\{\displaystyle e_{i}\leqslant \lg n}（其中{\displaystyle \lg }代表底数為2的对数）。 
由此可得{\displaystyle n}的编码大小（使用大O符号）：
{\displaystyle O({\text{prime list size}}+k\lg \lg n)=O(\lg \lg n)} 位元。
（其中prime list size为素数集合的大小）这编码比直接用二进制代表{\displaystyle n}要有效得多，二进制的话需要{\displaystyle N=O(\lg n)}位元。无损数据压缩的一个已被确立的结果指出，一般不可能把{\displaystyle N}位元的信息压縮到少於{\displaystyle N}位元。由於{\displaystyle \lg \lg n=o(\lg n)}，所以當{\displaystyle N}足够大时，以上的这个表示不成立。
因此，素数的数量必不能为有限。

## 参阅
- 狄利克雷定理
- 素数定理